# Museo de Lourinhã
El Museo de Lourinhã es una institución situada en Lourinhã, Portugal dedicada al estudio, divulgación y exhibición de hallazgos paleontológicos y arqueológicos en el área de Lourinhã. Fue fundado en 1984 por la asociación cultural GEAL (Grupo de Etnología y Arqueología de Lourinhã).
El museo, que recibe alrededor de 25.000 visitantes al año, posee una importante colección de fósiles de dinosaurios y de otras especies del Jurásico Superior. 

## Colecciones
Entre los fósiles de 150 millones de años se encuentran varios restos de dinosaurios carnívoros como Lourhinanosaurus o herbívoros como Draconyx. 
En 2018, debido a las reducidas dimensiones del museo, que no permitía la exhibición de todo el material con el que contaba, el Ayuntamiento de Lourinhã y GEAL firmaron un convenio con una sociedad inversora alemana que proyectaba un parque temático dedicado a los dinosaurios, Dino Parque. El museo cedía parte de sus fondos para la exposición en el parque a cambio de recursos para la investigación.
Algunos de los hallazgos más relevantes expuestos en el museo, como el nido con más de un centenar de huevos fosilizados, que también contienen los embriones de dinosaurio preservados, se cedieron al parque temático.
Algunos de los holotipos presentes en el Museo de Lourinhã son:
- Lourinhanosaurus antunesi
- Torvosaurus gurneyi
- Dinheirosaurus lourinhanensis
- Draconyx loureiroi
- Miragaia longicollum
- Allosaurus europaeus
- Zby atlanticus[6]